# Shichinin no ani imōto
Shichinin no ani imōto è un film del 1955 diretto da Kōzō Saeki.

## Distribuzione
È uscito in Giappone il 20 novembre 1955.
Non è mai stato distribuito in Italia.